# غاري
| نقطة النطق (مخرج حرف) |
| 1. شفوي - شفتاني - أسناني شفوي 2. شفوي لساني 3. نطعي - بين أسناني - أسناني - لثوي - ارتدادي - لثوي غاري - غاري لثوي 4. خلفي - غاري - طبقي - لهوي 5. حلقي 6. حنجري |

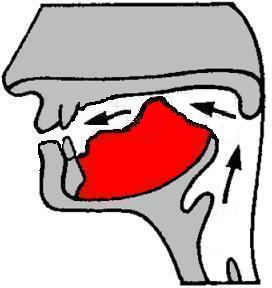

الأصوات الغارية هي الصوامت التي يكون فيها الحنك الصلب (الغار) نقطة النطق، مثل الياء والجيم السوداني.